# آتشین‌نما
آتشین‌نما (نام علمی: Pseudophlegethontia) نام یک سرده از راسته پنهان‌پایان است.